# Piotr Karol Bontemps

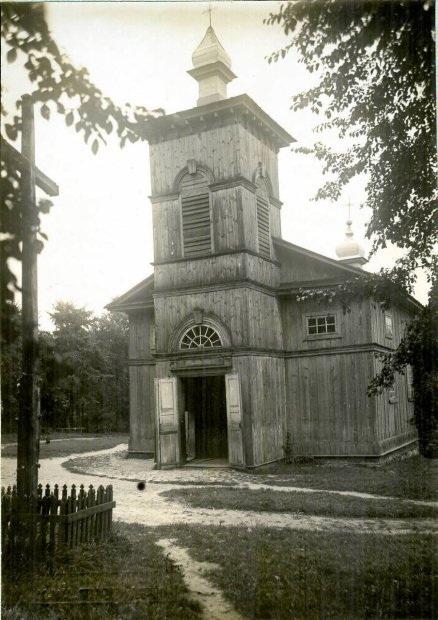
Rozebrany w 1935 r. kościół pw. św. Jakuba Apostoła w Imielnicy, w którym pierwotnie pochowany został generał Piotr Bontemps

Piotr Karol Bontemps, franc. Pierre Charles François Bontemps (ur. 3 listopada 1777 w Paryżu, zm. 20 sierpnia 1840 w Petersburgu) – polski generał francuskiego pochodzenia, generał brygady Królestwa Kongresowego, dyrektor Materiału Artylerii, dowódca Korpusu Rakietników.

## Życiorys

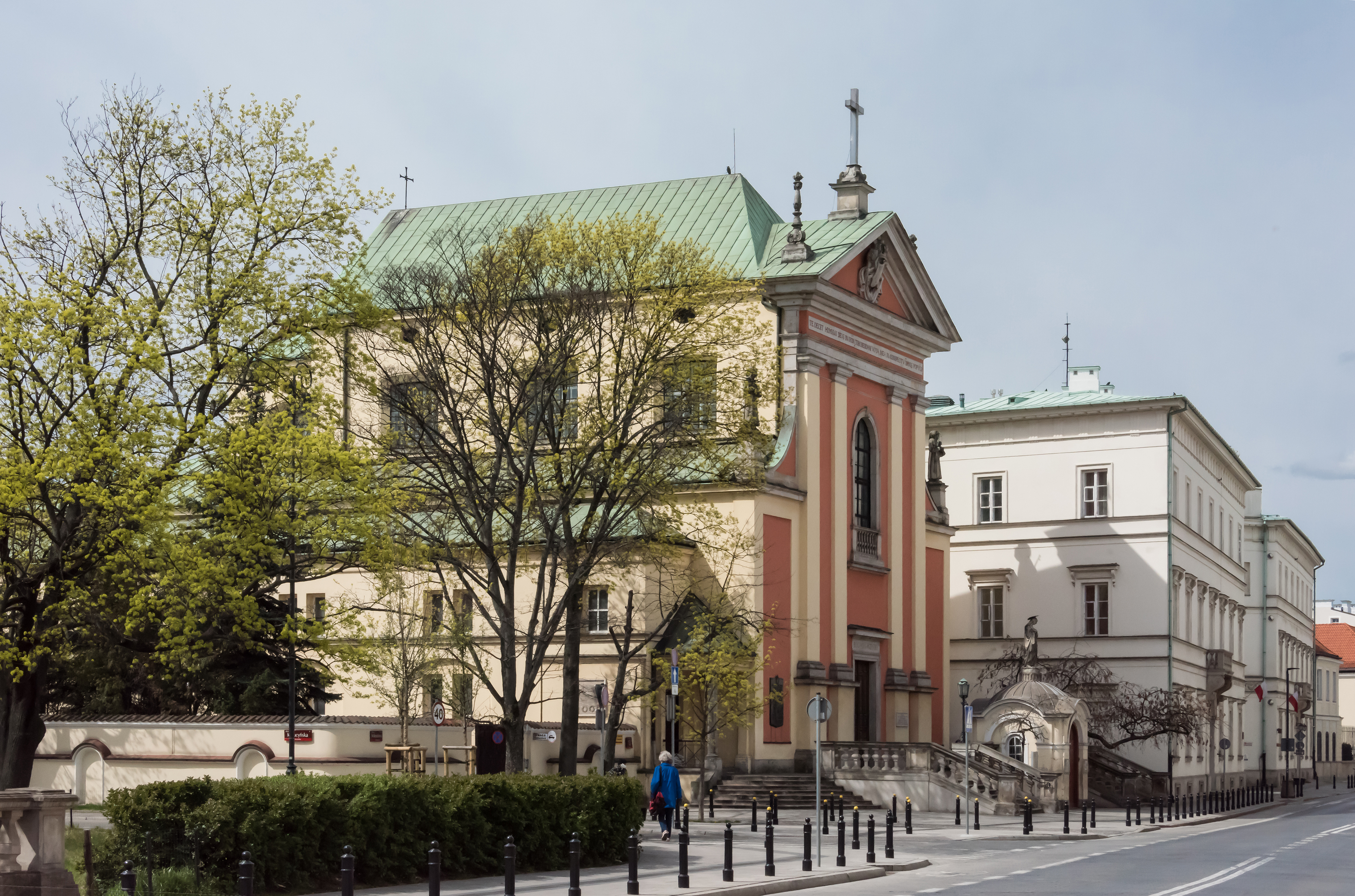
Kościół kapucynów w Warszawie, w którym znajduje się epitafium gen. Bontempsa

Najstarszy i jedyny syn z czworga rodzeństwa w rodzinie stolarza z paryskiego Faubourg Saint-Antoine, po dwuletnich studiach w Ecole Polytechnique wstąpil do wojska francuskiego w 1797 r. jako podporucznik. Służył pod dowództwem generałów Jacques Louis Francois Delaistre de Tilly, Claude Ignace François Michaud, Gabriel-Marie-Théodore-Joseph de Hédouville oraz Jean-Baptiste Jules Bernadotte. Przez siedem lat był adjutantem polowym generała Antoine Alexandre Hanicque. Od 1799 brał udział w wojnach napoleońskich.
Kiedy w 1807 r. powstało Księstwo Warszawskie, ks. Józef Poniatowski zwrócił się do Francuzów o pomoc z wykwalifikowanym personelem wojskowym. W przydziale dostał kilku oficerów francuskich, m.in. Jean Baptiste Pelletier, Jean-Baptiste Mallet de Grendville oraz Pierre Bomtemps.
Jako oficer artylerii, od 1809 roku Bontemps był majorem armii Księstwa Warszawskiego. Tego samego roku poślubił Różę Eleonorę z domu Monfreulle. Mieli trójkę dzieci: Wirginię, Eligiusza i Konstantego. Lata później, w 1821 r. kupili posiadłość Gulczewo k. Płocka. W 1810 roku mianowany pułkownikiem. Odznaczony Krzyżem Złotym Orderu Virtuti Militari. Od 1807 kawaler, a od 1813 oficer Legii Honorowej. W 1814 roku powrócił do wojska francuskiego.
W Królestwie Polskim był organizatorem artylerii i inżynierii wojskowej.
W 1819 roku był pierwszym dozorcą loży wolnomularskiej Tarcza Północy, posiadał piąty stopień tzw. Kawalera Szkockiego. W 1821 r. awansował na generała brygady. Pełniąc służbę w Arsenale Królewskim w Warszawie, jako Dyrektor Materiałów Artyleryjskich i Arsenału już od 1822 r. jego adjutantem był wtedy młody por. Józef Bem. Bontemps odpowiedzialny był za formację rakietników, którzy to walczyli pod Olszynką Grochowską.
Odznaczony Orderem Świętego Stanisława I i II klasy w latach 1829 i 1825. W 1830 roku został nagrodzony Znakiem Honorowym za 15 lat służby.
Podczas powstania listopadowego generał Piotr Bontemps powołany został do Rady Wojennej, organizował polski przemysł wojenny w Warszawie, Białogonie, Suchedniowie, Końskich, Ostrowcu, Denkowie, Odrowążu i Ćmielowie. Zajmował się przygotowaniami do obrony Warszawy i brał w niej udział. 
Po upadku powstania ponownie złożył przysięgę carowi. Od 1832 roku pełnił służbę w Rosji, w przemyśle zbrojeniowym. Zginął przy próbie z pociskami rakietowymi w Petersburgu w 1840 roku.
Ciało generała rodzina sprowadziła do swego majątku Gulczewo koło Płocka i pochowała w rodzinnej krypcie w kościele pw. św. Jakuba Apostoła w Imielnicy. W 1935 po ukończeniu budowy i konsekracji nowego kościoła, rozebrano kościół pw. św. Jakuba Apostoła pozostawiając kryptę grobową. W 2013 przeprowadzono badania archeologiczne w miejscu po rozebranym kościele, odkrywając zasypaną kryptę grobową, a w niej 2 trumny, które po badaniach zidentyfikowano jako szczątki generała i jego żony. 23 sierpnia 2014 odbył się ponowny pogrzeb generała wraz z małżonką Różą w krypcie kościoła pw. Najświętszego Serca Pana Jezusa w Płocku-Imielnicy.